# 玛丽·哈伦
玛丽·哈伦（英語：Mary Harron，1953年1月12日—）是一名加拿大电影制片人和编剧，作品包括《我枪杀了安迪·沃霍尔》（1996年）、《美色殺人狂》（2000年）和《傳奇惡女》（2005年）。

## 生平
哈伦出生于加拿大安大略省布雷斯布里奇的一个演员家庭。她是格洛丽亚·费舍尔（Gloria Fisher）和加拿大演员、导演唐·哈伦的女儿，父母在她六岁时离婚。哈伦在多伦多和洛杉矶度过了她的童年。其第一任继母弗吉尼亚·利斯被斯坦利·库布里克发掘并出演了他的第一部电影《恐惧与欲望》，第二任继母是加拿大歌手凯瑟琳·麦金农。他的继父是小说家史蒂芬·维金泽。哈伦的妹妹凯利后来也成为了演员和制片人。
哈伦十三岁时移居英国，就读于牛津大学圣安妮学院，后获得英语学士学位，曾与托尼·布莱尔和克里斯·休恩约会。然后她搬到了纽约市。
在纽约，她成为一名音乐记者，并参与创办了《朋克》杂志。她是第一位为美国出版物采访性手枪的记者。1980年代，她曾在伦敦的《觀察家報》担任过一段时间的戏剧评论家，同时也在《卫报》和《新政治家》担任音乐评论家。1980 年代后期，哈伦开始参与BBC纪录片的导演和编剧。
1990年代，哈伦担任PBS《Edge》的制片人，对曾试图杀死安迪·沃荷的瓦萊麗·索拉納斯产生兴趣。1996年，她导演了自己的电影处女作《我枪杀了安迪·沃霍尔》 。